# Kościelec Kujawski (przystanek kolejowy)
Kościelec Kujawski – przystanek osobowy, a dawniej stacja kolejowa w Kościelcu na linii kolejowej nr 206 Inowrocław Rąbinek – Żnin, w województwie kujawsko-pomorskim. W roku 2011 została rozebrana wiata przystankowa.

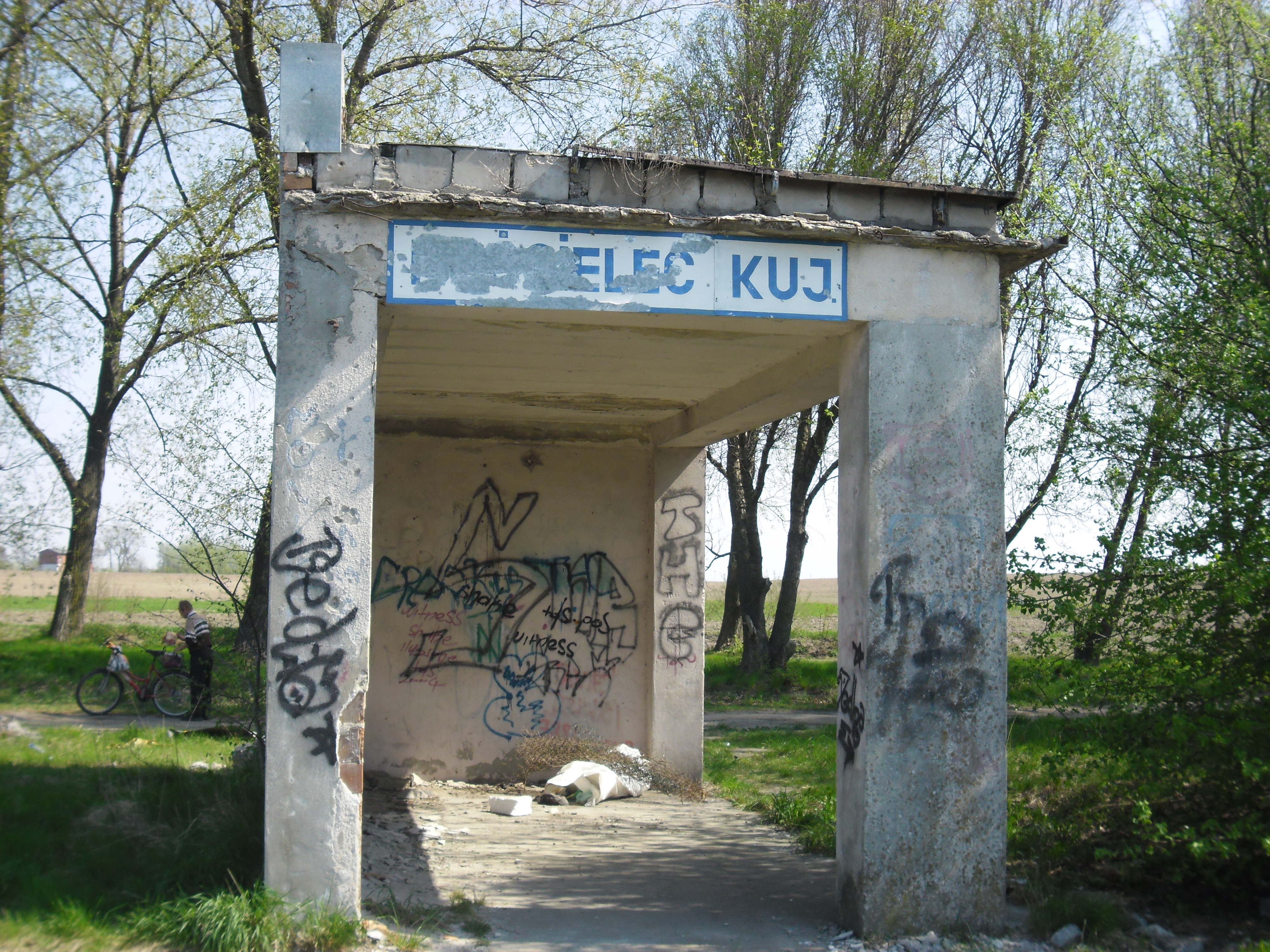
Wiata przystankowa przed rozebraniem